# Корлатены (Молдова)
Корлатены (рум. Corlăteni, Корлэтень) — село в Рышканском районе Молдавии. Относится к сёлам, не образующим коммуну. В Корлэтенах, в 9км от Бельц находится второй гражданский международный аэропорт Молдовы и один из двух аэропортов Бельц - Международный Аэропорт Бельцы-Лядовены.

## История
В Молдавской ССР село носило название Стрымба.
6 мая 1966 года сёла Стрымба и Сингурены были объединены в одно село, получившее название Лядовены.
Постановлением ВС Молдавской ССР № 472 от 31.01.1991 село Лядовены разделялось на сёла Сингурены и Стрымба. Этим же постановлением селу Стрымба возвращалось историческое наименование Корлатены.

## География
Село расположено на высоте 131 метров над уровнем моря.

## Население
По данным переписи населения 2004 года, в селе Корлэтень проживает 5596 человек (2711 мужчина, 2885 женщин).
Этнический состав села:
| Национальность | Число жителей | Процентный состав |
| -------------- | ------------- | ----------------- |
| молдаване      | 5302          | 94.75             |
| румыны         | 194           | 3.47              |
| украинцы       | 53            | 0.95              |
| русские        | 36            | 0.64              |
| болгары        | 2             | 0.04              |
| гагаузы        | 1             | 0.02              |
| прочие         | 8             | 0.14              |
| Всего          | 5596          | 100%              |